# Алберто Морено
Алберто Морено Перез (шп. Alberto Moreno Pérez; 5. јул 1992) професионални је шпански фудбалер који игра на позицији левог бека и тренутно наступа за Виљареал и репрезентацију Шпаније.

## Клупска каријера

### Севиља
Алберто Морено Перез је рођен у Севиљи у којој је наступао за омладинску школу, а касније и за резервни тим и сениорски тим. Свој први гол у професионалној каријери постигао је против Реал Ваљадолида. Постигао је још два гола исте сезоне и то против Атлетик Билбаоа и Барселоне.

### Ливерпул
Дана 16. августа 2017. Морено је потписао уговор са Ливерпулом. Дебитовао је на утакмици против Манчестер Ситија 10 дана касније. Први гол за Ливерпул постигао је против Тотенхема. Након неколико грешака у кључним утакмицама био је много критикован од стране медија и критичара, па је играо све ређе. Ендру Робертсон је све чешће играо уместо њега.

### Виљареал
Морено је 9. јула 2019. потписао петогодишњи уговор са Виљареалом.

## Репрезентативна каријера
За репрезентацију Шпаније је наступао на четири утакмице, а дебитовао је 15. октобра 2013. против Грузије. Претходно је играо за селекцију до 21 године са којом је освојио Европско првенство и поред тога био у тиму турнира.

## Успеси

### Клупски
Севиља
- УЕФА Лига Европе: 2013/14.

Ливерпул
- УЕФА Лига шампиона: 2018/19.

Виљареал
- УЕФА Лига Европе: 2020/21.

### Репрезентативни
- Европско првенство до 21 године: 2013.

### Индивидуални
- Тим турнира Европског првенства до 21 године: 2013.